# Randhir Kapoor
Pour les articles homonymes, voir Kapoor.
Randhir Kapoor, né le 15 février 1947 à Chembur (un quartier de Bombay) en Inde, est un réalisateur, producteur et acteur indien actif dans le cinéma à Bollywood.

## Filmographie partielle

### Comme acteur
- 1955 : Shree 420 : Child artist in song
- 1959 : Do Ustad : Young Jaggannath
- 1971 : Kal Aaj Aur Kal : Rajesh R. Kapoor
- 1972 : Jeet : Ratan  /  Ramu
- 1972 : Jawani Diwani : Vijay Anand
- 1972 : Raampur Ka Lakshman : Lakshman K. Bhargav / Louis D'Souza
- 1973 : Rickshawala
- 1974 : Hamrahi
- 1974 : Dil Diwana : Vijay
- 1974 : Haath Ki Safai : Raj Kumar / Raju Tardeo
- 1975 : Ponga Pandit : Bhagwantiprasad Neelkanth Pandey
- 1975 : Lafange : Gopal  /  Sadhu
- 1975 : Dafaa 302: Indian Penal Code Section 302 (Section of Murder)
- 1975 : Dharam Karam : Dharam  /  Ranjit
- 1976 : Mazdoor Zindabaad
- 1976 : Khalifa : Rajendar / Vinod
- 1976 : Ginny Aur Johny : (Special Appearance)
- 1976 : Bhala Manus : Anand
- 1976 : Aaj Ka Mahaatma : Randhir  /  Ranvir Varma
- 1976 : Bhanwar : Anup / Balbir Singh
- 1977 : Ram Bharose : Rampratap
- 1977 : Mama Bhanja : Bhanjaa
- 1977 : Kachcha Chor : Sham
- 1977 : Chacha Bhatija : Sunder
- 1978 : Heeralal Pannalal : Pannalal
- 1978 : Dhyanu Bhagat : Damo's husband
- 1978 : Aakhri Daku
- 1978 : Kasme Vaade : Raju
- 1978 : Chor Ke Ghar Chor : Birju
- 1979 : Bhakti Mein Shakti : Damo's husband
- 1979 : Dhongee : Anand
- 1981 : Biwi O Biwi : Chandermohan 'Chander'
- 1981 : Harjaee : Ajay Nath
- 1981 : Zamaane Ko Dikhana Hai : Ramesh Nanda (Guest Appearance)
- 1982 : Sawaal : Vikram "Vicky" D. Mehta
- 1983 : Pukar : Shekhar
- 1983 : Humse Na Jeeta Koi : Kishan Singh
- 1983 : Jaanejaan
- 1987 : Khazana : Rajkumar 'Raj'
- 1997 : Ladies Only
- 1999 : Mother : Kumar Sinha
- 2003 : Armaan : Gulshan Kapoor
- 2010 : Housefull : Kishore Samtani
- 2010 : Action Replayy : Professor Anthony Gonsalves
- 2011 : Society Kaam Se Gayi
- 2012 : Housefull 2 : Daboo Kapoor
- 2013 : Ramaiya Vastavaiya : Siddhanth - Ram's Dad
- 2014 : Super Nani
- 2016 : Desi Magic : Ashok Saxena

### Comme réalisateur
- 1971 : Kal Aaj Aur Kal
- 1975 : Dharam Karam
- 1991 : Henna

## Récompenses et distinctions
- Famille Kapoor